# Pismo tai viet
Pismo tai viet (wiet. Chữ Thái Việt) – system pisma opracowany w Wietnamie jako próba zaadaptowania istniejącego pisma tai dam, stosowanego do zapisu języków tajskich Wietnamu, również do fonetyki języka wietnamskiego. W przeciwieństwie do pisma tai dam nie jest alfabetem, tylko abugidą.
Niekiedy termin „tai viet” obejmuje także starsze pismo tai dam.